# Limnophila laotica
Limnophila laotica är en grobladsväxtart som beskrevs av Bonati. Limnophila laotica ingår i släktet Limnophila och familjen grobladsväxter. Inga underarter finns listade i Catalogue of Life.